# Шейді-Дейл (Джорджія)
Шейді-Дейл (англ. Shady Dale) — місто (англ. town) в США, в окрузі Джеспер штату Джорджія. Населення — 252 особи (2020).

## Географія
Шейді-Дейл розташоване за координатами 33°24′5″ пн. ш. 83°35′14″ зх. д. / 33.40139° пн. ш. 83.58722° зх. д. (33.401492, -83.587246).  За даними Бюро перепису населення США в 2010 році місто мало площу 2,28 км², з яких 2,27 км² — суходіл та 0,01 км² — водойми.

## Демографія
Згідно з переписом 2010 року, у місті мешкало 249 осіб у 77 домогосподарствах у складі 55 родин. Густота населення становила 109 осіб/км².  Було 100 помешкань (44/км²).
Расовий склад населення:
| - 58,6 % — білих - 12,9 % — чорних або афроамериканців - 23,3 % — осіб інших рас |

До двох чи більше рас належало 5,2 %. Частка іспаномовних становила 27,7 % від усіх жителів.
За віковим діапазоном населення розподілялося таким чином: 29,7 % — особи молодші 18 років, 59,5 % — особи у віці 18—64 років, 10,8 % — особи у віці 65 років та старші. Медіана віку мешканця становила 28,5 року. На 100 осіб жіночої статі у місті припадало 90,1 чоловіків;  на 100 жінок у віці від 18 років та старших — 96,6 чоловіків також старших 18 років.
Середній дохід на одне домашнє господарство  становив 51 909 доларів США (медіана — 41 765), а середній дохід на одну сім'ю — 59 840 доларів (медіана — 42 353). За межею бідності перебувало 15,7 % осіб, у тому числі 19,2 % дітей у віці до 18 років та 7,1 % осіб у віці 65 років та старших.
Цивільне працевлаштоване населення становило 122 особи. Основні галузі зайнятості: виробництво — 20,5 %, науковці, спеціалісти, менеджери — 13,1 %, освіта, охорона здоров'я та соціальна допомога — 11,5 %.